# Homero Castelo Branco
Homero Ferreira Castelo Branco Neto (Amarante, 3 de abril de 1944) é um economista e político brasileiro que foi deputado estadual pelo Piauí.

## Dados biográficos
Filho de Herbert Maratoan Castelo Branco e Hosana Pontes Castelo Branco. Formado em Economia na Universidade Federal do Ceará com cursos de extensão em Atlanta nos Estados Unidos e Monterrey no México. Foi nomeado chefe da Divisão de Assistência Técnica aos Municípios (DATEM) da Coordenação de Desenvolvimento Econômico do Estado (CODESE) pelo governador Helvídio Nunes em 1970, assessor técnico da Assembleia Legislativa, coordenador de Planejamento e Urbanismo e chefe de gabinete da prefeitura de Teresina na administração Haroldo Borges, membro do Instituto Histórico e Geográfico do Piauí e presidente do Jóquei Clube do Piauí.
Começou sua vida política quando universitário e em 1974 foi eleito deputado estadual pela ARENA. Eleito suplente em 1978, mudou para o PDS e repetiu a suplência em 1982, situação idêntica às de 1986, 1990 e 1994, quando pertencia ao PFL. Nesse interregno, foi secretário de Administração e secretário de Fazenda no governo Bona Medeiros, elegendo-se deputado estadual em 1998. No segundo governo Hugo Napoleão foi secretário do Trabalho e Ação Comunitária, reelegendo-se deputado estadual em 2002. Não sendo vitorioso em 2006, filiou-se ao DEM e ocupa hoje a cadeira 31 da Academia Piauiense de Letras, afastando-se da vida política.
É casado com Hilma Martins Castelo Branco, irmã do ex-governador Wilson Martins.